# قصعين فضي
قصعين فضي (الاسم العلمي:Salvia argentea) هو نوع نباتي يتبع جنس القصعين من فصيلة الشفوية.